# Baeckea ericaea
Baeckea ericaea är en myrtenväxtart som beskrevs av Ferdinand von Mueller. Baeckea ericaea ingår i släktet Baeckea och familjen myrtenväxter. Inga underarter finns listade i Catalogue of Life.